# 사랑의 향기
《사랑의 향기》는 1994년 4월 9일부터 1994년 10월 2일까지 방영된 SBS 주말극장이며 이병헌이 분한 준호 역은 당초 최재성이 낙점됐으나 영화 《장미빛 인생》 촬영 스케줄과 맞물려 불발됐고 이병헌이 그 당시 억대 계약금을 받았지만 KBS SBS 사이에 감정싸움으로 번지기도 했는데 이 무렵 SBS는 1992년 5월 종영된 《여성극장》이후 정규 단막극을 한동안 편성하지 않은 상태였다.
상황이 이렇다 보니 SBS 2기(김지수) 3기(이본)로 데뷔한 김지수 이본 등이 MBC KBS로 옮긴 뒤에야 빛을 볼 수 있었으며 SBS 공채 2기 출신 이일화는 해당 드라마 방송 당시 데뷔 후 SBS에서 출연했던 드라마가 《금잔화》 《모래 위의 욕망》 밖에 없었고 또다른 SBS 공채 2기 출신 유진희(본명 박진희)는 1994년 방송 출연을 하지 않은 채 연극 <게스트하우스>에 출연하며 연기경험을 쌓았고 1995년 9월 18일 시작된 KBS 2TV 일일극 《내 사랑 유미》로 본격적인 연기 활동을 재개했다.

## 등장 인물
- 최진실 : 영진 역
- 이병헌 : 준호 역
- 김영애 : 명희 역
- 이정길 : 진형 역
- 김수미 : 황 주리 역
- 정동환 : 장 감독 역
- 이경진 : 신옥 역
- 전도연 : 혜진 역
- 오대규 : 민구 역
- 이청 : 기철 역
- 이승신 : 상희 역
- 최준용 : 현욱 역
- 오지연 : 미영 역
- 신성균 : 재성 역
- 육동일 : 동진 역
- 박주아 : 진형의 어머니 역
- 정재순 : 진형의 누나 역
- 신구 : 황교수 역
- 윤영준 : 현우 역
- 이종남 : 지숙 역
- 강미 : 여주댁 역
- 남영진 : 삼일종합개발사장 역
- 유승봉 : 박실장 역
- 한혜경 : 주영 역
- 안영주 : 명희의 어머니 역
- 곽경환 : 준호의 큰아버지 역
- 오승룡 : 기철의 아버지 역
- 최은숙 : 기철의 어머니 역
- 강민규
- 김주일
- 김희정
- 오아랑
- 옥승일
- 현규환
- 김시원

## 참고 사항
- 젊은이들의 자유로운 행동 양식과 건전한 사고에 초점을 맞췄으나[7] 산만한 전체 분위기와 에피소드 없이 하나의 주제만 강조한 점,[8] 사회문제시되어 온 낙태를 안방용 드라마에서 버젓이 합리화시켰다는 지적이 있었다.[9]

## 수상 경력
- 1994년 SBS 스타상 여자 최우수연기상 최진실
- 1994년 SBS 스타상 인기상 이병헌
- 1994년 SBS 스타상 작가상 박정란